# Chářovice
Chářovice település Csehországban, a Benešovi járásban. Chářovice Chrášťany, Netvořice, Týnec nad Sázavou és Chleby településekkel határos. Lakosainak száma 221 fő (2024. január 1.).

## Népesség
A település lakosságának változását az alábbi diagram mutatja:
| Lakosok száma | 223  | 240  | 193  | 158  | 206  | 158  | 206  | 207  | 218  | 221  |
|               | 1869 | 1890 | 1921 | 1950 | 1980 | 2001 | 2017 | 2019 | 2022 | 2024 |